# Vágy
A vágy olyan reménykedést fejez ki, amely egy személyre, tárgyra vagy egy kimenetelre irányul. Ugyanezt fejezi ki például a „sóvárgás”. Amikor az ember vágyik valamire vagy valakire, a vágya miatt izgatott attól az élvezettől, vagy gondolattól, ami a tárgyhoz vagy személyhez kapcsolódik, valamint lépéseket akar tenni a cél megszerzése felé. A vágy motivációs vonatkozását már régóta vizsgálják a filozófusok; Thomas Hobbes (1588-1679) azt állította, hogy az emberi vágy minden emberi cselekvés alapvető motivációja.
Amíg a vágyakat gyakran sorolják az érzelmek közé, a pszichológusok gyakran a vágyakat különbözőnek írják le az érzelmektől; a pszichológusok általában azzal érvelnek, hogy a vágyak a testi szerkezetből fakadnak, mint például a gyomor élelemigénye, míg az érzelmek abból fakadnak, hogy az illető milyen mentális állapotban van. Marketing- és a reklámcégek pszichológiai kutatást végeztek azzal kapcsolatban, hogy a vágyat hogyan ingereljék arra, hogy hatékonyabban bírják rá a fogyasztót egy adott termék megvásárlására. Míg néhány reklám kísérletet tesz rá, hogy a vásárlókban egyfajta hiányt keltsen, más típusú reklámok olyan vágyakat teremtenek, amely a terméket kívánatos tulajdonságokkal társítja, azzal hogy egy hírességet vagy modellt mutatnak a termék mellett.
A vágy áll a középpontjában számos romantikus regénynek, amelyek olyan drámát mutatnak, az emberi vágy hátráltatja a társadalmi konvenciók betartását, az osztályok rendszerét zavarja, vagy egyéb kulturális akadályokba ütközik. A vágy más irodalmi műfajok témája is, mint például a gótikus regények (pl., Drakula, amelyben a vágy félelemmel és rettegéssel keveredik). Költők is gyakorta foglalkoznak a vágy témájával Homérosztól egészen Toni Morrisonig. Ahogyan a vágy központi témája a romantikának vagy egyéb írott irodalomnak, ugyanígy a központi témája filmek drámájának is amelynek cselekménye felfokozott érzelmeket közvetít a közönség számára és ezzel bemutatja "az emberi érzelmek krízisét, megbukott szerelmet, vagy barátságot", amelyben a vágy meghiúsul, vagy viszonzatlan marad.

## A filozófiában
A filozófiában a vágyat az antikvitás óta filozofikus problémaként kezelték. Az állam című művében, Platón úgy érvel, hogy az egyéni vágyakat alá kell rendelni a magasabb ideálnak. Arisztotelész állítja, hogy a vágy állati kapcsolatokból ered, és az állatokat mozgásra készteti; ugyanakkor beismeri, hogy az érvelés szintén kapcsolatban van a vággyal.
Hobbes (1588–1679) alkotta meg a pszichológiai hedonizmus fogalmát, ami azt állítja, hogy "minden emberi cselekedet alapvető indítéka az örömre való vágy Baruch Spinoza (1632–1677) olyan nézettel rendelkezett ami ellentétben állt Hobbes-éval, mivel ő a "természetes vágyakat összekötő erőnek" látta, amiket nem a személy saját szabad akarata választ. David Hume (1711–1776) azt mondta, hogy a vágyak és szenvedélyek nem tudatosak, hanem automatikus testi válaszok, és azzal érvelt, hogy az értelem csak "kigondoló eszköze lehet a [testi] vágy határainak."
Immanuel Kant (1724–1804) minden vágyra alapuló cselekedetet hipotetikus imperativuszként nevez, ami azt jelenti, hogy az értelem csak akkor érvényes esetében, ha a kérdéses vágyra irányul. Kant kapcsolatot állít a szép és vágyott között is. Georg Wilhelm Friedrich Hegel azt állította, hogy az "öntudat vágy".
Mivel a vágy azt okozhatja, hogy az emberek megszállottak és megkeseredettek lesznek tőle, az emberi lét egyik csapásaként is emlegetik azokat. A buddhizmus tanításai szerint a tanhá az oka az összes szenvedésnek, amit az egyén az emberi lét során tapasztal. A sóvárgás eltörlése a végső boldogsághoz vagy Nirvánához vezet. Viszont egészséges dolgokra vágyni felszabadító és felemelő. Míg az örömre irányuló érzéki vágyakat el kell törölni, a felszabadulás útján járó egyént a Buddha arra bátorítja, hogy "generáljon vágyakat" az érdemi minőségek táplálására, és hagyja el az érdemteleneket.

## Vallásban
A hinduizmusban a Rig Véda teremtésmítosza az egy (ekam) szellemre vonatkozóan a következőt állítja: "Kezdetben a Vágy volt (káma), ami az elme első magját jelenti. A költők kapcsolódást találtak a lét és nemlét között a szívük gondolatában.".
A buddhizmusban az egyénnek az érzéki vágyakat el kell hagyni a felszabadítása érdekében, viszont miközben gyakorol, dolgoznia kell a személyes indítéka folyamatain, amelyet a helyesen alkalmazott vágy okoz.
Kettős üzenet van itt, aközött, amit a Buddha mondott, hogy a vágyakat meg kell teremteni, és aközött, amit a szerzetesek tanítanak a követőiknek, hogy a vágyakat el kell hagyni. Az igazság az, hogy a buddhizmus két vonatkozásban működött közre: a szerzetesek egyfelől a parasztságot civilizálták, másfelől a tantra ezoterikus tanításai (amik a vezetőknek szóltak) voltak a másik véglet - amiről a Buddha is tanít, hogy a vágyakat generálni kell. A 14. Dalai Láma tanításai is vezetőknek szólnak, hogy képesek legyenek tudatosan teremteni a vágyakat, belülről. Az emberek általában olyan vágyak alapján élnek, amik kívülről jönnek és az ilyen vágyak döntenek helyettük. Mint alternatíva, a tantrikus tibeti buddhizmus megengedi, hogy tudatosan válasszuk a vágyakat; hogy a vágyat megteremtsük, ahelyett, hogy az teremtene meg minket.
A kereszténységben a vágyat olyasmiként látják, ami egy személyt vagy Istenhez és a sorshoz vezet vagy el tőle. A vágy önmagában nem rossz dolog; hatalmas erő az emberben, amit ha Jézus Krisztusnak rendelünk alá, akkor a jó eszközévé válhat, előrehaladáshoz és örömteli élethez vezet.

## Marketingben
A vágy a legegyszerűbb formájában egy erős érzés, hogy valamit birtokolni akarunk. (Dictionary.com n.d.). A marketinggel való összefüggésében a fogyasztó érzelmi válasza egy felismert vagy emlékezett szükséglet jelenlétére. Ezt a szükségletet általában egy marketingüzenet mutatja meg, amelyet a piaci szereplők közölnek a fogyasztóval. (Dahlen, Lange & Smith, 2010).